# Alseis lugonis
Alseis lugonis es una especie de árbol pertenecidente a la familia Rubiaceae. Es un endemismo de Ecuador.

## Descripción
Es un árbol endémico de los bosques de tierras bajas amazónica de Ecuador. Sólo diez ejemplares se han recogido (siete en Napo y tres en Pastaza), pero a gran escala las existencias han aumentado al encontrarse una subpoblación grande en el Parque nacional Yasuní (N. Pitman et al ., H. Romero-Saltos et al ., R. Valencia et al ., datos no publicados). Otras subpoblaciones adicionales pueden aparecer en la Reserva Faunística de Producción Cuyabeno, así como en la Amazonía del Perú y Colombia. Aparte de la destrucción del hábitat, hay amenazas específicas no conocidas.

## Taxonomía
Alseis lugonis fue descrita por Bengt Lennart Andersson y publicado en Flora of Ecuador 50: 87. 1994.